# Hans Smit (presentator)
Hans Smit (Beverwijk, 19 maart 1962) is een Nederlands presentator.

## Carrière
Smit begon van 1996 tot en met 2004 als nieuwslezer bij het Jeugdjournaal. Zo nu en dan presenteerde hij ook het NOS Journaal. Sinds november 2004 was hij ook werkzaam als presentator van het VARA-Radio 2-programma Ontbijtradio. Op 1 januari 2008 verliet hij de VARA om voor de AVRO het kunst- en cultuurmagazine Opium te presenteren. Van januari 2014 tot en met april 2015 presenteerde hij het AVRO-radioprogramma De Klassieken. Voor KRO-NCRV werd hij in januari 2021 de vaste presentator van De Ochtend (van 4) op vrijdag, zaterdag en zondag en presentator van het programma Panorama Zondag op NPO Klassiek.